# مپل گلن (پنسیلوانیا)
مپل گلن (به انگلیسی: Maple Glen) یک منطقهٔ مسکونی در ایالات متحده آمریکا است که در پنسیلوانیا واقع شده‌است. مپل گلن ۶٬۷۴۲ نفر جمعیت دارد.